# Pagurixus cavicarpus
Pagurixus cavicarpus is een tienpotigensoort uit de familie van de Paguridae. De wetenschappelijke naam van de soort is voor het eerst geldig gepubliceerd in 2010 door Komai.